# 고기망치

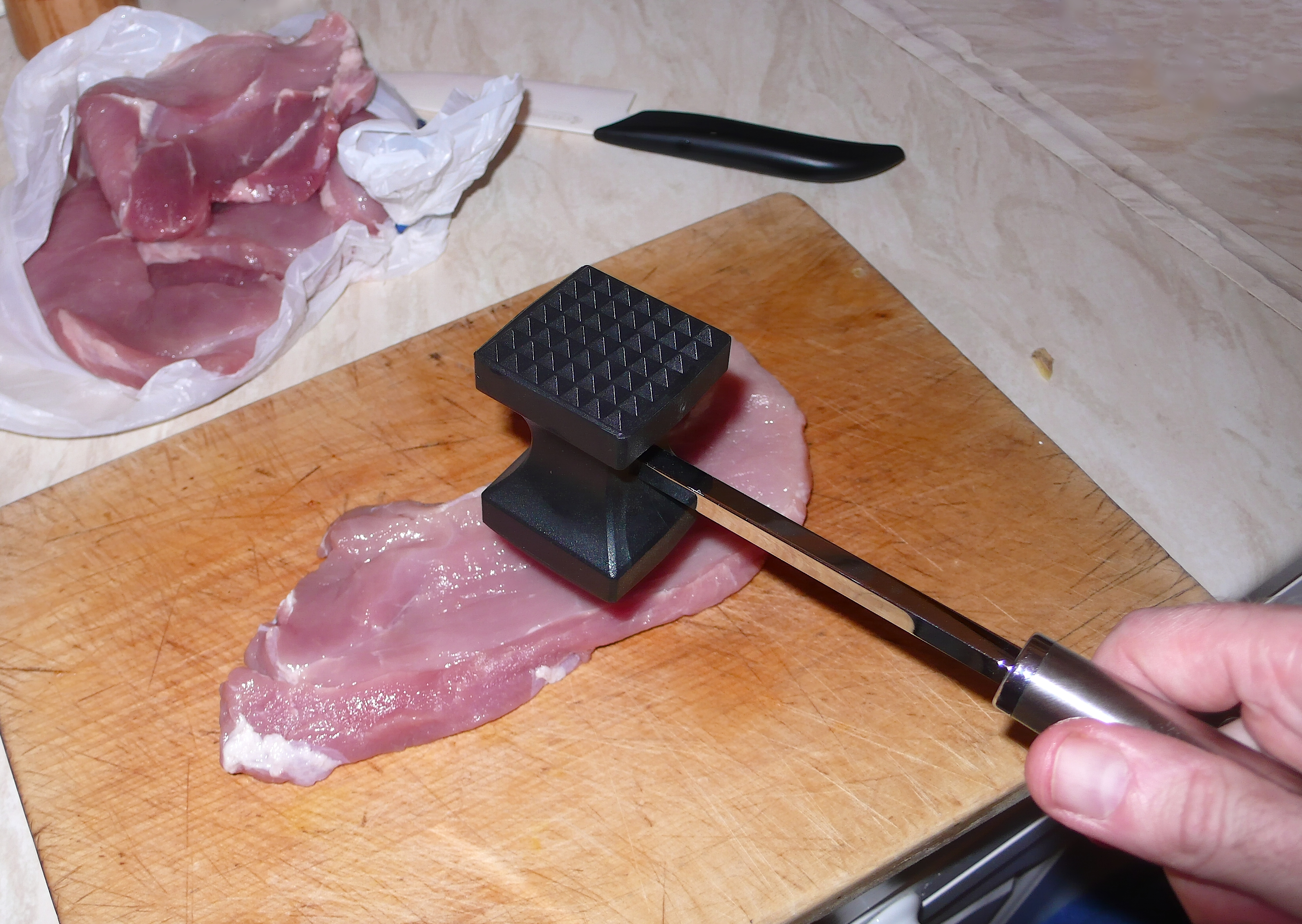
사용 중인 고기 망치의 예

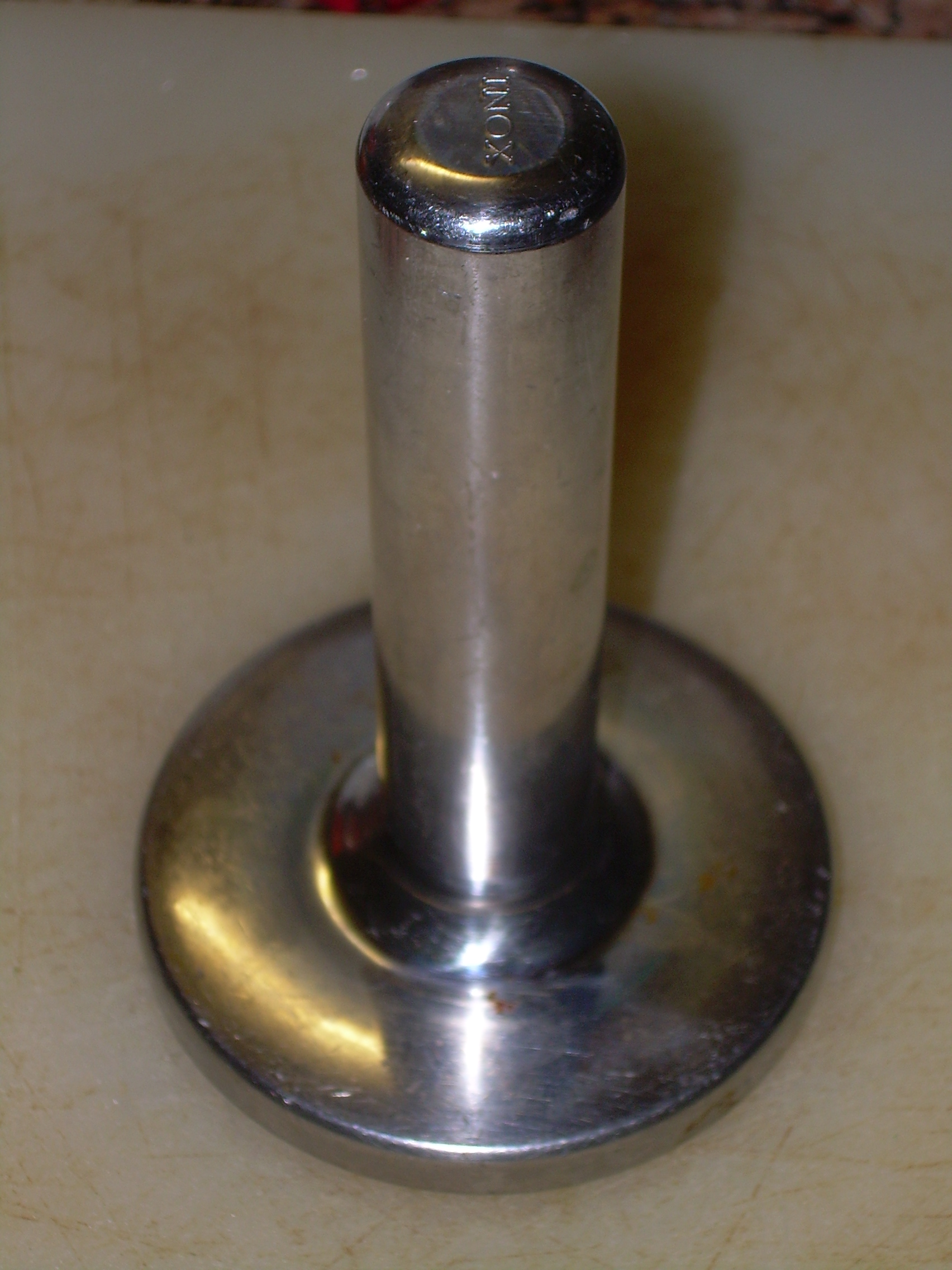
스테인리스 스틸 고기 망치

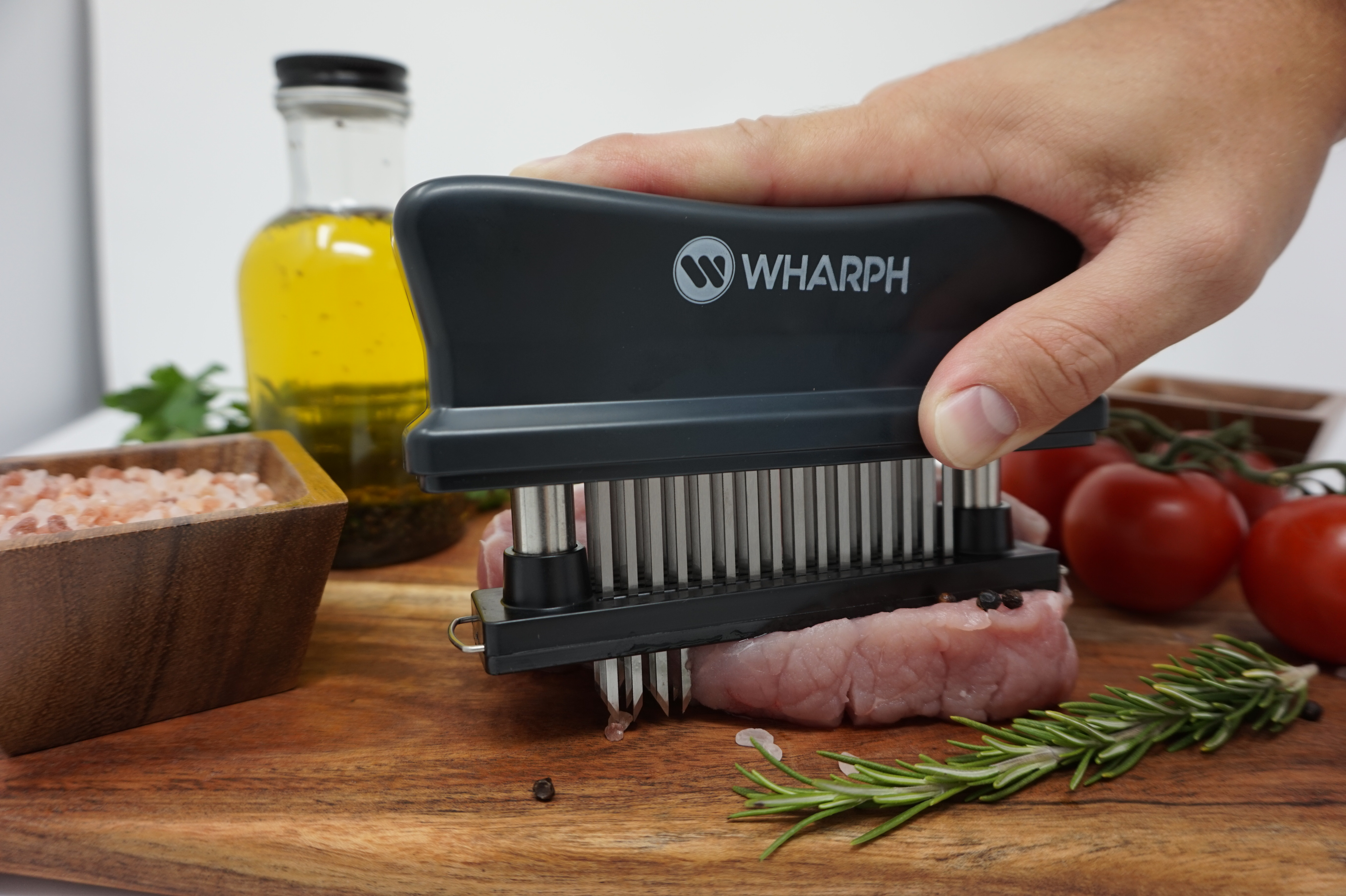
칼날 연육기의 사용 예

고기 망치 또는 미트 파운더는 고기 덩어리를 기계적으로 연육하고 납작하게 만드는 도구이다.
고기 망치는 최소 세 가지 종류가 있다.
- 첫 번째이자 가장 흔한 것은 짧은 손잡이와 양면 머리를 가진 금속 또는 나무로 만든 망치나 메와 유사한 도구이다. 도구의 한 면은 보통 평평하고 다른 면은 피라미드 모양의 돌기가 줄지어 있다.[2]
- 두 번째 형태는 짧은 손잡이와 평평하거나 첫 번째 형태에서 발견되는 것과 동일한 피라미드 모양의 돌기가 장식된 큰 금속 면을 가진 감자 누르개와 유사하다.
- 세 번째 형태는 고기를 찌르고 근육 섬유를 자르도록 설계된 일련의 칼날 또는 못이 있는 칼날 연육기이다.[2]

망치로 고기를 연육하면 섬유가 부드러워져 고기를 씹고 소화하기 쉬워진다. 특히 질긴 부위의 스테이크를 준비할 때 유용하며 고기를 굽기나 튀기기할 때 잘 작동한다. 또한 치킨 프라이드 스테이크, 팔로밀라, 슈니첼과 같은 요리를 "두드려" 넓고 얇게 만드는 데에도 사용된다.

## 같이 보기
- 조리 (음식)
- 고기 연도